# Забава (Тарнівський повіт)
Забава (пол. Zabawa) — село в Польщі, у гміні Радлув Тарнівського повіту Малопольського воєводства.
Населення — 938 осіб (2011).

## Демографія
Демографічна структура станом на 31 березня 2011 року:
|          | Загалом | Допрацездатний вік | Працездатний вік | Постпрацездатний вік |
| -------- | ------- | ------------------ | ---------------- | -------------------- |
| Чоловіки | 471     | 92                 | 325              | 54                   |
| Жінки    | 467     | 93                 | 262              | 112                  |
| Разом    | 938     | 185                | 587              | 166                  |